# Antonin Mercié
Antonin Mercié (Toulouse, 1845. október 30. – Párizs, 1916. december 13.) francia szobrász és festő.

## Pályafutása
Falguière és Jouffroy tanítványa volt. 1868-ban elnyerte a Római Díjat, és hosszabb időt töltött Olaszországban. 1891-ben a párizsi művészeti akadémia tagja lett. Első nagyobb műve, a győzedelmes Dávid bronz szobra (1872, Párizs, Luxembourg-múzeum) legsikerültebb és legnépszerűbb műveinek egyike. Ugyancsak Dávidot ábrázolja, de a harc előtt, 1876-ban készített kis márványszobor. Híres, megkapó erejű az 1874-ben készített Gloria victis, egy haldokló ifjút a harcmezőről ég felé vivő vértes fáma márványcsoportozata, mellyel Mercié a legkitűnőbb francia szobrászok sorába emelkedett. Egyéb művei: Quand méme (a belforti múzeumban); a legyőzött Juno kis márványszobra (1877); Arago szobra Perpignan-ban (1879); Thiers emlékszobra Saint-Germain-en-Laye-ben; a Festészet márványszobra; Tell Vilmos szobra Lausanne-ban (1892); Thiers síremléke a párizsi Père-Lachaise temetőben (1893); Michelet síremléke (a párizsi Père-Lachaise-temetőben); Jeanne d’Arc; Alfréd de Musset; Gounod stb.
Stílusa könnyed, mégis erőteljes vonalai bontottabbak, lüktetőbbek, az a lendület jellemzi, amelynek nem mindig elsőrendű művészi eszközeit igazolni látszik a hatás.
A festészettel is megpróbálkozott, de festményei (Léda, Venus) kevésbé sikerültek. Nevezetesebb festményei: Delilah; Bretagne-i emlék; Temetés; A fekete Szűz; Éva.

## Galéria

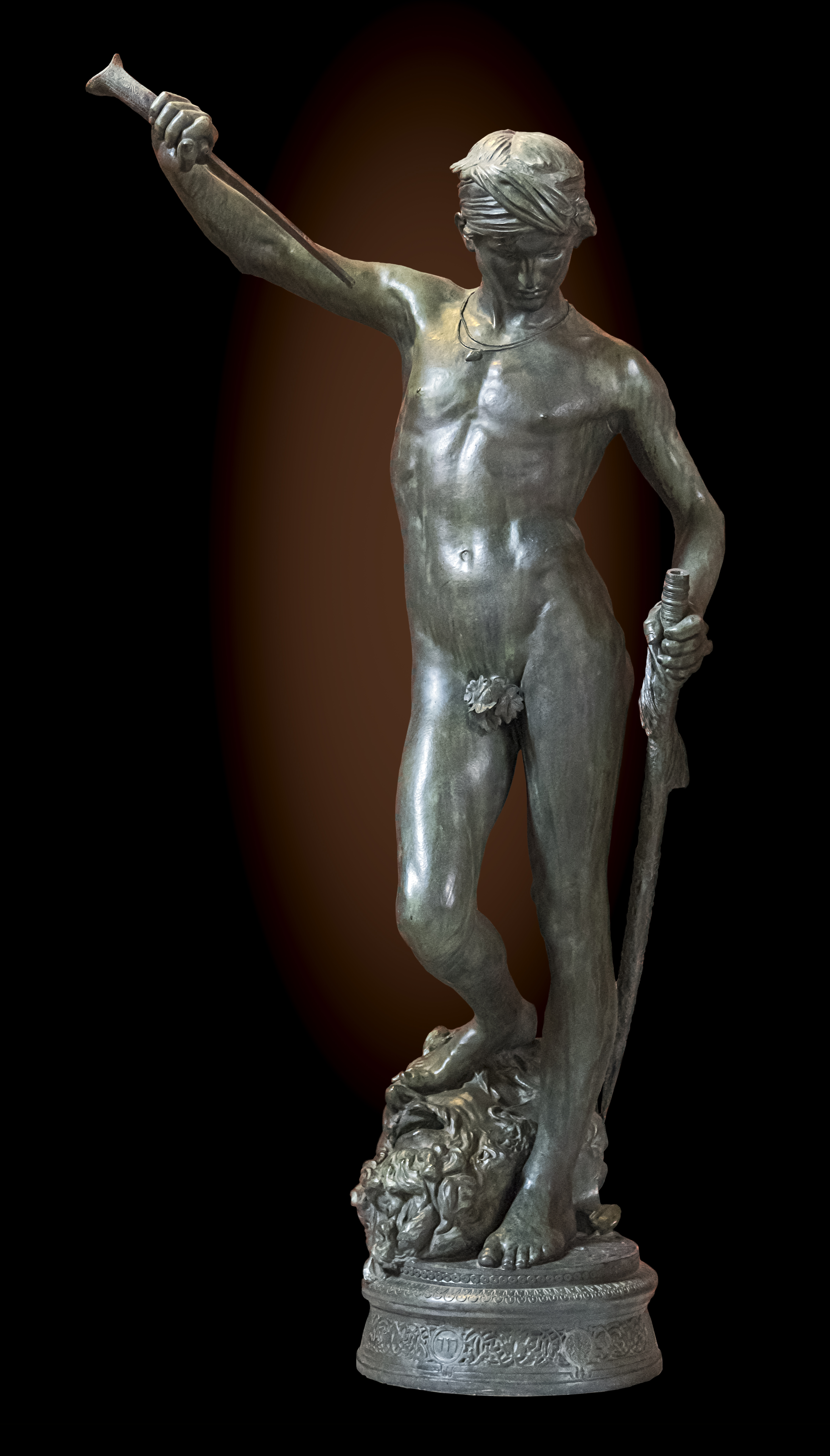
Dávid (bronz, 1871, Musée des Augustins, Toulouse)
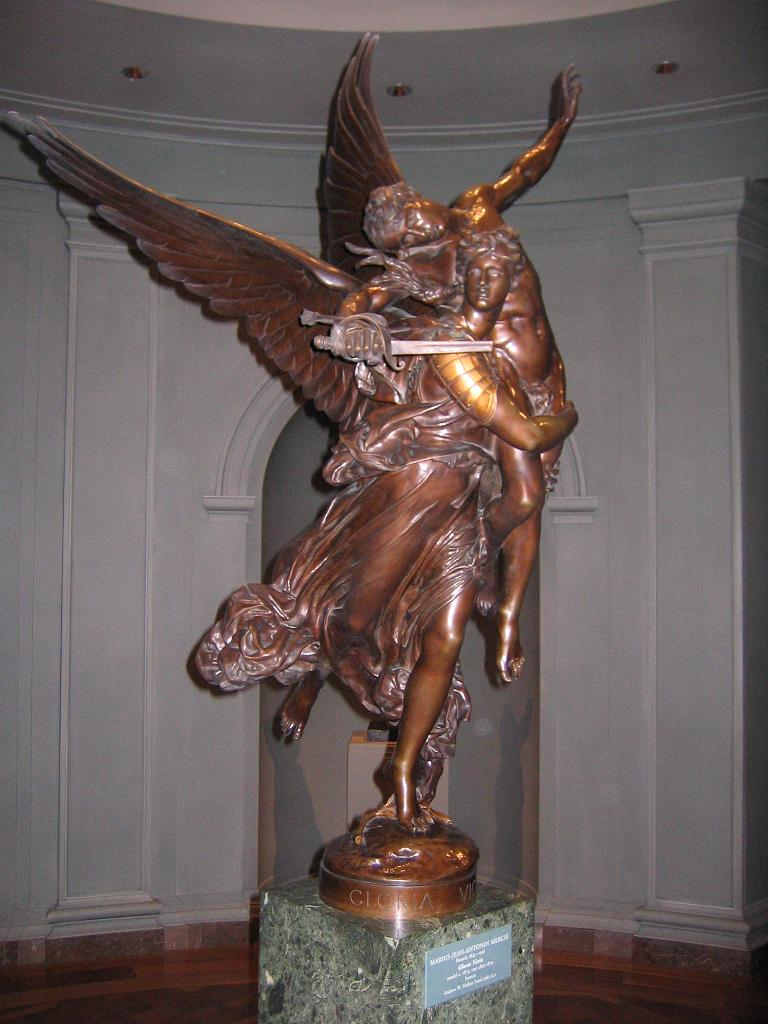
Gloria victis (1875, Washington D. C., National Gallery of Art)
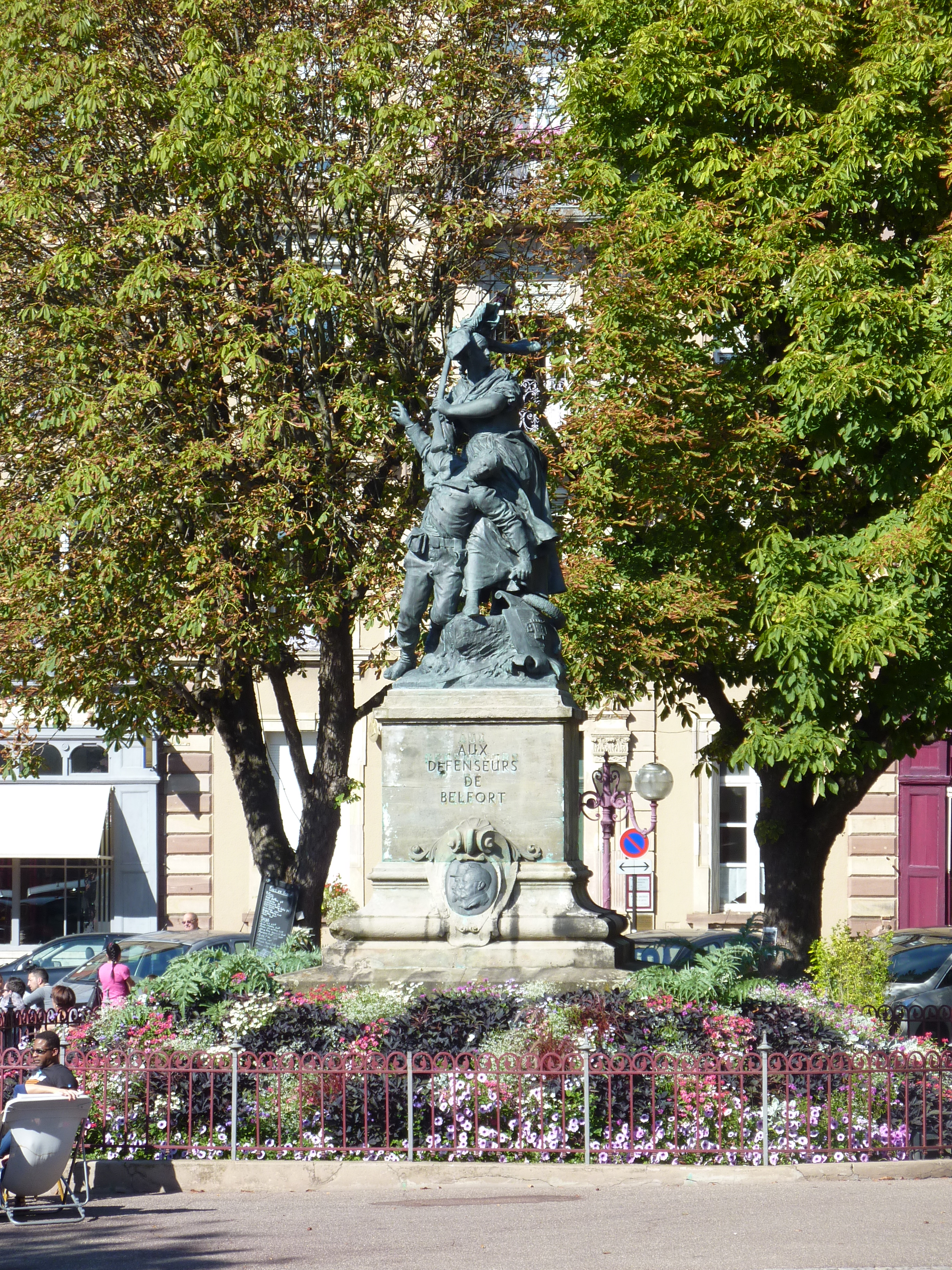
Quand même! (1884, Belfort)
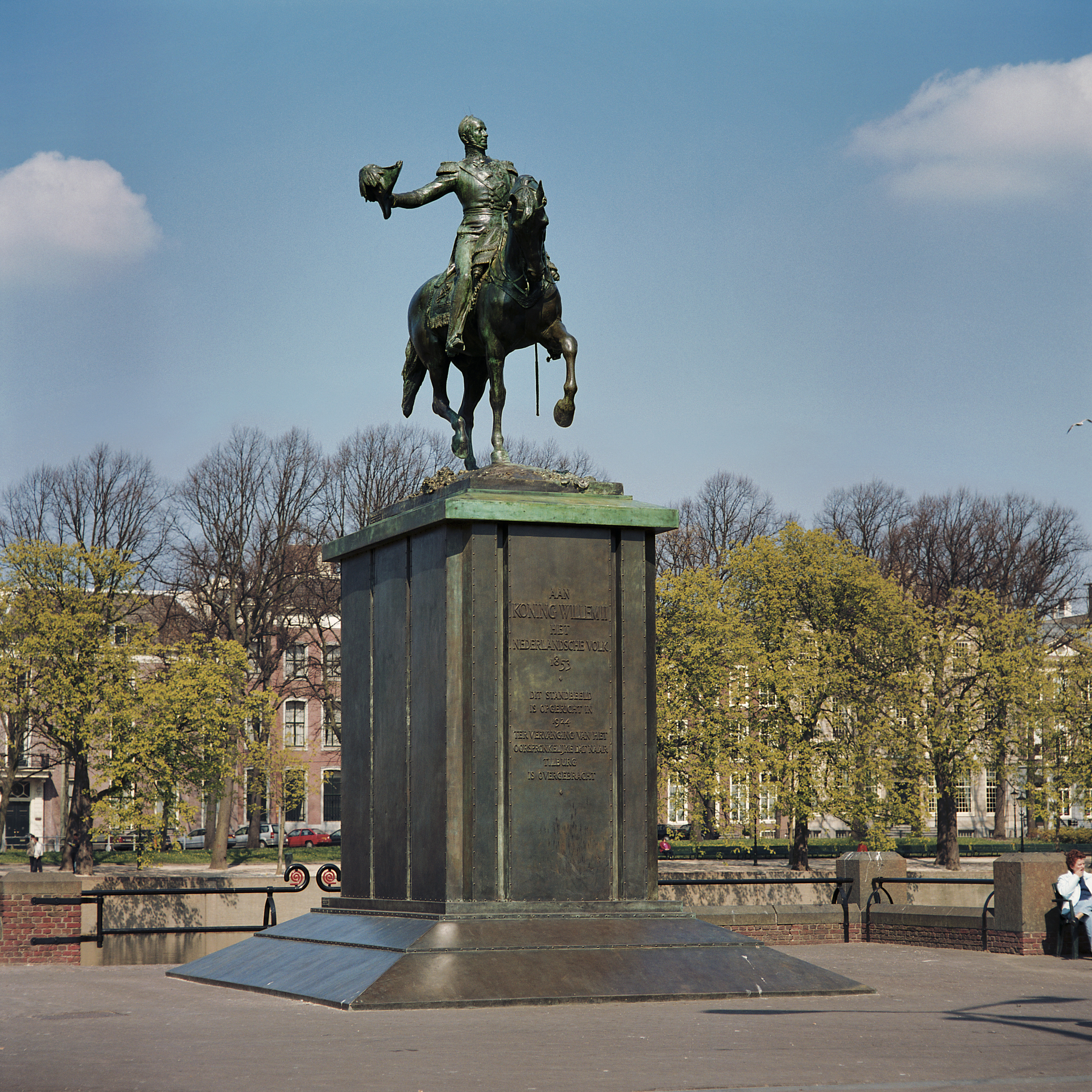
II. Vilmos holland király szobra (1884) Hága
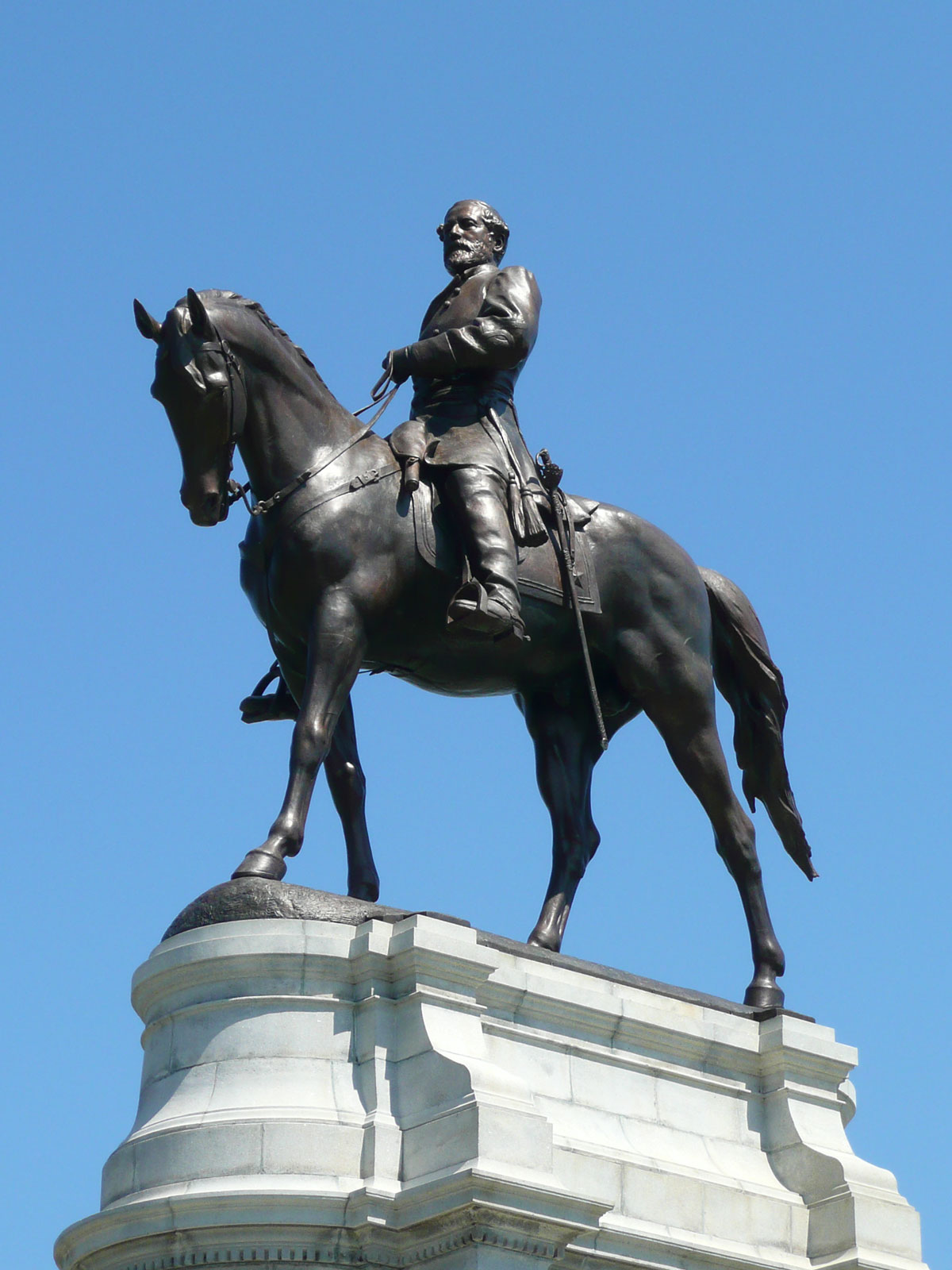
Robert Lee tábornok szobra (1890) a Virginia állambeli Richmondban
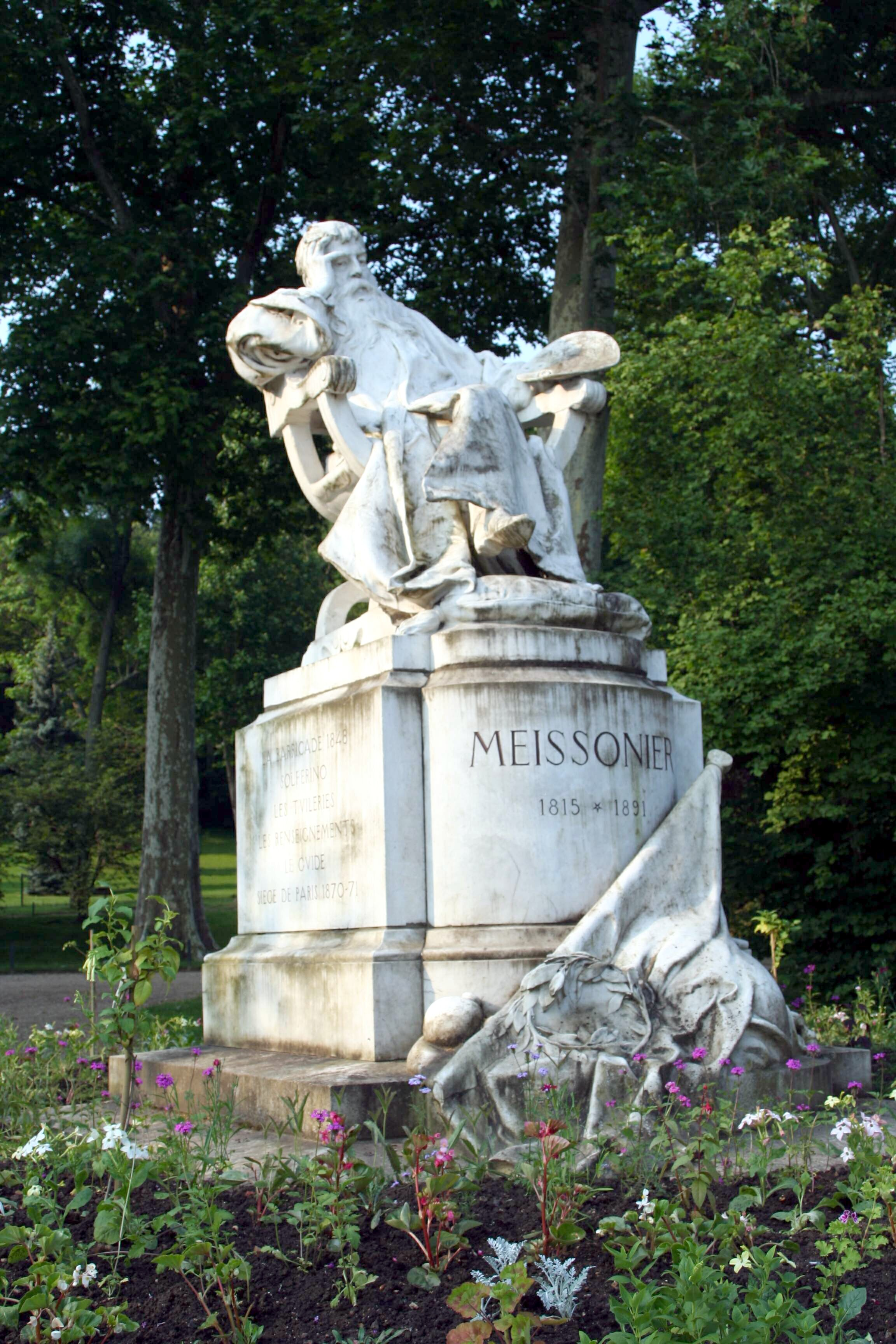
Ernest Meissonier festő szobra Poissy-ban